# Einfarbiger Panzerwels
Der Einfarbige Panzerwels (Hoplisoma concolor, Synonym: Corydoras concolor, lateinisch concolor = mit gleichmäßiger Färbung, einfarbig, gleichfarbig) ist einer der dunkelsten Panzerwelsarten. Er wird 7 bis 8 Zentimeter lang und kann 8 bis 13 Jahre alt werden.

## Merkmale
Der Einfarbige Panzerwels ist sehr dunkel gefärbt und erhielt durch die Einheitlichkeit der blau-grau-braunen Farbe seinen Namen. Wie alle Corydoras-Arten ist er ein Darmatmer, der in regelmäßigen Abständen zur Wasseroberfläche schwimmt, um dort mit dem Maul atmosphärische Luft aufzunehmen.

## Ökologie

### Vorkommen
Der Einfarbige Panzerwels lebt in Flüssen und Bächen, welche schlammigen Bodengrund aufweisen, des tropischen Südamerika. In Venezuela, dort im Orinoco-System.
Die Gewässer, in denen der Einfarbige Panzerwels vorkommt, weisen folgende Wasserwerte auf:
- einen pH-Wert von 5,5 bis 7
- einen GH-Wert von 2 bis 20 °d
- einen KH-Wert von 2 bis 10°
- und eine Temperatur von 22 bis 27 °C.

### Fortpflanzung
In der freien Wildbahn vollziehen die Panzerwelse nach der Regenzeit, wenn sich das Wasser wieder erwärmt hat, ihr arttypisches Paarungsverhalten, nach der Regenzeit befinden sich sehr viele Schwebstoffe und somit auch Beutetierchen im Wasser. Die Tiere vollziehen ein spezielles Paarungsverhalten, bei dem die Männchen die Weibchen umkreisen und stark zucken. Die Weibchen suchen zum Ablaichen gut geeignete Stellen, etwa geschützte Steine und Blätter, um anschließend daran die rund 30 Eier zu heften, die die Männchen anschließend befruchten.

### Ernährung
Der Einfarbige Panzerwels ist allesfressend (omnivor) und ernährt sich, indem er am Boden und in Bodennähe nach Algen, Detritus, Kleintieren und Pflanzenteilen sucht.

## Aquaristik
Die Tiere sind Schwarmfische und sollten bei Aquarienhaltung in Gruppen von mindestens acht Tieren gepflegt werden. Der Einfarbige Panzerwels ist sehr friedlich und kann auch mit kleineren Fischen oder Garnelen problemlos vergesellschaftet werden. Wichtig ist ein weicher, nicht-scharfkantiger Bodengrund (Sand ist optimal), da sich die Tiere sonst die Barteln verletzen können. Er kann in Becken ab 50 Litern gehalten werden. Die Haltung ist nicht sehr einfach, der Einfarbige Panzerwels ist sehr nachtragend bei Haltungsfehlern, außerdem ist darauf zu achten, dass das Wasser häufig gewechselt wird und immer frisch, klar und sauber ist. Die Filterung muss also hervorragend sein. Das Licht sollte gedämmt und viele Verstecke vorhanden sein.

### Zucht
Es handelt sich um eine mittelleicht zu züchtende Art. Die Laichbereitschaft wird durch die Simulation einer Regenzeit (starke, abrupte Teilwasserwechsel) eingeleitet, jedoch ist dies im Vergleich mit anderen Panzerwelsarten schwieriger, da zudem das Wasser leicht abgekühlt (um 1 bis 2 °C) und leicht angesäuert (pH-Wert unter 6) werden muss. Zur erfolgreichen Zucht benötigt man ein weibliches Exemplar und zwei männliche. Ein Weibchen legt nacheinander etwa 30 Eier, welche an zur Verfügung gestelltes Laichsubstrat abgelaicht und von den Männchen befruchtet werden. Die Befruchtungsrate beträgt nur etwa 50 Prozent. Die Weibchen zeichnen sich durch ihre Fülligkeit und Größe, gegen die kleineren, schlankeren Männchen aus. Die Eier sollten von den Alttieren nach kurzer Zeit getrennt werden. Bei 23 bis 24 °C brauchen die Larven etwa vier Tage bis zum Schlüpfen. Die Larven sind sehr klein und nahezu durchsichtig. Zwei bis drei Tage nach dem Schlüpfen, wenn der Dottersack aufgebraucht ist, können die Larven mit Artemia-Nauplien gefüttert werden. Später kann feinstes Flockenfutter aus Algen und Mischfutter gegeben werden.

### Futter
Im Aquarium eignet sich zudem folgendes Futter: Lebendfutter (Artemia, Mückenlarven, Grindalwürmer), Frostfutter (Cyclops) und Trockenfutter (Tabletten, Futterflocken). Er sucht immer wieder am Boden nach Essbarem und durchwühlt ihn mit seinen Barteln.